# 58-as villamos (Budapest)
A budapesti 58-as jelzésű villamos Budagyöngye és Zugliget között közlekedett. A járatot a Budapesti Közlekedési Vállalat üzemeltette.

## Története
A budapesti 58-as villamos története 1921. december 29-én kezdődött, azonban ekkor még nem Zugligetben: a Berlini (Nyugati) tér és a mai Móricz Zsigmond körtér között indult meg a forgalma a Szemere utca – Szabadság tér – Kiskörút – Horthy Miklós (ma Bartók Béla) út útvonalon, az 57-es viszonylat párjaként. 1926. július 12-én mindkét járat megszűnt.
1955. május 16-án – a viszonylatjelzések 70 alatti tartományba sorolása miatt – a zugligeti 81-es villamos jelzését 58-asra módosították. Az 58-as a Széll Kálmán tértől a Szilágyi Erzsébet fasoron és a Zugligeti úton haladva érte el a zugligeti végállomását. Utasforgalma a libegő 1970-es átadása után jelentősen megnövekedett. Az 1970-es évek második felében ismét fellendült a  trolibuszvonal-építés, ennek hatására 1976-ban az 58-as villamos trolival történő felváltásáról határoztak. Ennek hatására, amikor 1976. szeptember 11-én befejeződött a Szilágyi Erzsébet fasori villamospálya 1975. július 7. óta tartó felújítása, a villamos már véglegesen Budagyöngyéig közlekedett. A pálya leromlott állapota miatt ekkoriban bizonyos szakaszokon csak egy vágányon jártak a villamosok. 1977. január 3-ától már a Szarvas Gábor utcai megállóhelyig megosztva közlekedett, ezzel együtt a Csiga utcai megálló és a zugligeti végállomás megszűnésével a zugligeti szakasza lerövidült, illetve új végállomást alakítottak ki neki. Január 16-án közlekedett utoljára Zugligetbe villamos, másnap már az 58V jelzésű busz pótolta. A trolibusz végül nem épült meg, a pótlóbusz pedig 158-as jelzéssel véglegessé vált. A járat emlékét 1983 és 2023 között a Csermely-völgyben üzemelő zugligeti kemping bejáratánál kiállított, hajdanán 1043-as és az 1061 pályaszámot viselő BKVT V típusú "ezres" villamosok őrizték, amelyeket a Közlekedési Múzeum 2023. május 16-án az Északi Járműjavítóba szállított felújítás céljából.

## Megállóhelyei
| 0 | Budagyöngye végállomás | 5 | 56 22, 56, 122 |
| 1 | Zalai út               | 4 |                |
| 2 | Szarvas Gábor utca     | 3 |                |
| 3 | Zugligeti út 64.       | 2 |                |
| 4 | Libegő (Csiga utca)    | 1 | Libegő         |
| 5 | Zugliget végállomás    | 0 |                |

## Érdekesség
- A legnagyobb szintkülönbséget leküzdő adhéziós villamosvonal volt a főváros közlekedéstörténetében: A vonal legmeredekebb szakasza az 59 ezrelékes emelkedést érte el.[6]
- A BKV 2002–03-as évre szóló vonalhálózati térképén szerepelt egy 58A jelzésű járat, ami a Moszkva (ma Széll Kálmán) tér és Budagyöngye között közlekedett volna a reggeli csúcsidőben 6:30 és 9:42 között, azonban a BKV a Szilágyi Erzsébet fasor és a Moszkva tér–Szilágyi Erzsébet fasor kereszteződésénél lévő lámpa áteresztőképességének túlterheltségére hivatkozva nem indította el.[7]